# Aracòsia
Aracòsia fou una antiga regió de Pèrsia que tenia al nord les muntanyes Peyerti (Hazaradjat), a l'est, l'Indus; al sud la Gedròsia; i a l'oest la Drangiana.
El coronel Rawlinson llançà la hipòtesi que el nom derivava de Harakhwati que seria el nom antic sànscrit de Kandahar. La capital fou Aracòsia o Aracotos (Arachoyti), i més tard Alexandria, nom donat en honor d'Alexandre el Gran.
Fou una satrapia de la Pèrsia aquemènida amb el nom d'Harauvatiš o Harahuvat (Aracòsia). Es pensa que fins a la meitat del segle vi aC aquesta regió hauria estat regida per l'antiga dinastia iraniana dels Sama representada principalment per Karšāsp i el seu net Rostam que hauria governat entre el Sistan i el Zabulistan. Seria el país dels thamanaioi dels grecs (segurament derivat de Sama). Per Heròdot se sap que els thamanaioi eren els habitants d'Aracòsia. El darrer sàtrapa abans d'Alexandre el Gran fou Barsentes que era responsable també de Drangiana i Índia.
La gran satrapia d'Aracòsia estava dividida en cinc satrapies:
- Aracòsia (llatí Arachosia, persa Harauvatiš)
- Drangiana (Zranka)
- Gedròsia (Maka)
- Sattagídia (Θatagus/Sattagydia)
- Índia (Hinduš)

La satrapia d'Aracòsia estava formada per satrapies menors, però no es tenen dades sobre aquestes. La capital fou Arachoyti, després Alexandròpolis o Alexandria i moderna Kandahar. Els rius Kabul i Indus marcaven, al nord-est i est, el límit amb Gandara (Gandhara) i Oataguš o Sattagídia; al nord el límit era l'Helmand (Etymandrus) que la separava d'Ària i de Drangioana a l'oest. Els altres límits són més imprecisos.
La història d'Aracòsia és molt poc coneguda. Se sap que en temps de Darios III de Pèrsia els aracosians estaven sota comandament del sàtrapa Barsentes junt amb els drangians (Arrià 3.8.4, 21.1), i es van unir a Bessos de Bactriana i van participar en la lluita contra Alexandre el Gran (Curti Ruf 8.13.3). El rei macedoni va donar la província a Menó (Arrià 3.28.1; Curti Ruf 7.3.5) però aquest sàtrapa va morir poc després, el 325 aC, i va passar a Sibirti (Sibyrtius) esmentat per Plutarc 19.3, Poliè 4.6.15, Arrià 5.6.2, Diodor de Sicília 18.3.3, Orosi 3.23.1 3, i Justí 13.4.22), el qual va ocupar el càrrec almenys fins al 316 aC.
Es sospitava que Seleuc I Nicàtor va cedir Aracòsia i Gandhara al rei indi Chandragupta (Sandracottus) el 304 o 303 aC, però aquesta suposició ja ha estat descartada modernament, però si que se sap que el tercer rei de la dinastia Maurya, Asoka, va governar aquest territori, directament o per mitjà del reconeixement dels seus governants locals. Més tard la província tona a aparèixer en mans d'Antíoc III el Gran per passar seguidament a Demetri I de Bactriana i després al rei Mitridates I de Pàrtia.
Sota els reis Fraates II de Pàrtia (136-127 aC) i Artaban II de Pàrtia (127-124 aC), els nòmades saka van envair el territori des del nord procedents de l'Àsia central i van ocupar Drangiana (reanomenada Sakastana després Sistan) i Aracòsia. Quan fou restablert el domini part sobre la regió no es pot assegurar però en temps d'Isidor de Carax la província o almenys una part estava governada pels parts que l'anomenaven Índia Blanca (Indike Leuke).
El seu nom àrab fou al-Rukhkhadj.